# Russ Spiegel
Russ Spiegel (* 30. März 1962 in Los Angeles) ist ein US-amerikanischer Jazzgitarrist, der vor allem im Bereich des Modern Jazz aktiv ist.

## Leben und Wirken
Spiegel, der aus einer Musikerfamilie stammt, wuchs in Santa Monica auf. Nach einem erfolgreichen Philosophie-Studium an der University of Michigan wurde auch er Musiker und studierte am Bostoner Berklee College of Music. Seit Anfang der 1990er Jahre lebte er in Deutschland, war besonders im Rhein-Main-Neckar-Raum aktiv und trat auf einigen europäischen Jazzfestivals auf, etwa bei den Leverkusener Jazztagen und 1999 beim Deutschen Jazzfestival mit seiner Gruppe Big Bang. Insbesondere sein Engagement bei Barbara Dennerlein machte ihn in Deutschland bekannt. Er begründete eine Funk-Combo namens Royal Club Band und mehrere Jazzbands. 2001 kehrte er in die Vereinigten Staaten zurück, um sich in New York City niederzulassen. Dort leitete er unter anderem eine siebzehnköpfige Big Band. 2009 war er mit einem von der indischen Musik beeinflussten Programm auf Tournee. Mittlerweile hat er sich in Miami niedergelassen. Auch arbeitete er mit Charly Antolini, Stefan Bauer, Han Bennink, Mighty Flea Conners, Lindy Huppertsberg, Steve Potts oder Jimmy Woode.

## Diskographische Hinweise
- Monky (1997, mit Andy Middleton, Johannes Weidenmüller, Adam Nussbaum)
- Twilight (DoubleMoon 2000, mit Barbara Dennerlein, Derrick James, Christian Meyer, Jürgen Seefelder, Alberto Menendez, Allen Jacobson, Torsten de Winkel, Joerg Reiter, Thomas Stabenow, Sebastian Merk, Omar Plasencia)
- Chimera (SteepleChase Records 2007, mit David Smith, Arun Luthra, Nick Mancini, Gary Wang und Anthony Pinciotti)
- Caribbean Blue (Ruzztone Music 2023, mit Jim Gasior sowie Brian Lynch, Javier Nero, Tim Armacost, Hendrik Meurkens, Lucas Apostoleris und Ben Beal)